# Boris Andreïev (tir)
Pour les articles homonymes, voir Andreïev.
Cet article concerne un tireur sportif soviétique. Pour l'acteur soviétique, voir Boris Andreïev.
Boris Vassilievitch Andreïev (en russe : Борис Васильевич Андреев), né le 21 janvier 1906 à Moscou et mort le 9 mars 1987, est un tireur sportif soviétique.

## Carrière
Boris Andreïev participe aux Jeux olympiques de 1952 à Helsinki ; il remporte la médaille d'argent de l'épreuve de tir au pistolet  à 50 mètres en position couchée et la médaille de bronze en tir à la carabine à 50 mètres en 3 positions.